# Vester Åby Sogn
Vester Åby Sogn er et sogn i Fåborg Provsti (Fyens Stift).
I 1800-tallet var Åstrup Sogn anneks til Vester Åby Sogn. Begge sogne hørte til Sallinge Herred i Svendborg Amt. Vester Åby-Åstrup sognekommune blev senere delt, så hvert sogn dannede sin egen sognekommune. Ved kommunalreformen i 1970 blev både Vester Åby og Åstrup indlemmet i Faaborg Kommune, der ved strukturreformen i 2007 indgik i Faaborg-Midtfyn Kommune.
I Vester Åby Sogn ligger Vester Åby Kirke.
I sognet findes følgende autoriserede stednavne:
- Bremerstente (bebyggelse)
- Brændegård (ejerlav, landbrugsejendom)
- Brændegård Sø (vandareal)
- Favrshøj (bebyggelse)
- Fjellebroen (bebyggelse)
- Frederiksberg (bebyggelse)
- Hestehave (bebyggelse)
- Højbo (bebyggelse)
- Klosterskov (areal)
- Lysbjerg (bebyggelse)
- Nyvænge (areal)
- Pejrup (bebyggelse, ejerlav)
- Torpeløkke (areal)
- Vester Åby (bebyggelse, ejerlav)
- Øksnehaven (areal, bebyggelse)
- Åmark (bebyggelse)

55°05′06″N 10°22′56″Ø / 55.08500°N 10.38222°Ø